# 克雷西內
50°6′55″N 35°37′20″E / 50.11528°N 35.62222°E
克雷西內（羅馬化：Krysyne）是位於烏克蘭東部哈爾科夫州博霍杜希夫區博霍杜希夫市鎮的村莊。該村始建於1764年，面積4.09平方公里，海拔高度164米，2001年人口1,007，人口密度每平方公里246人。